# Robert Pirosh
Robert Pirosh (Baltimora, 1º aprile 1910 – Los Angeles, 25 dicembre 1989) è stato uno sceneggiatore e regista statunitense.
Ha vinto il Golden Globe per la migliore sceneggiatura nell'ambito dei Golden Globe 1950 e l'Oscar alla migliore sceneggiatura originale nell'ambito dei Premi Oscar 1950 per il film Bastogne.

## Filmografia parziale

### Sceneggiatura
- Un giorno alle corse (A Day at the Races), regia di Sam Wood (1937)
- Ragazze che sognano (Rings on Her Fingers), regia di Rouben Mamoulian (1942)
- Ho sposato una strega (I Married a Witch), regia di René Clair (1942)
- Bastogne (Battleground), regia di William A. Wellman (1949)
- L'inferno è per gli eroi (Hell Is for Heroes), regia di Don Siegel (1962)
- La veglia delle aquile (A Gathering of Eagles), regia di Delbert Mann (1963)

### Regia e sceneggiatura
- Allo sbaraglio (Go for Broke!) (1951)
- La valle dei re (Valley of the Kings) (1954)
- La ragazza di Las Vegas (The Girl Rush) (1955)